# ОШ „Јован Јовановић Змај” Брус
ОШ „Јован Јовановић Змај” Брус је једна од неколико основних школа у Брусу. Налази се у улици Братиславе Петровић 69.

## О школи
Прва основна школа у Брусу основана је 1848.године. Смештена у црквеној згради, а црква ,,на Брусу,, посвећена Св. Преображењу, подиже се за време и уз помоћ кнеза Милоша 1836. године.
Школа је радила и била у својој пуној функцији све до 1965. године, када је зграда вољом тадашњих урбаниста срушена да би се на том месту подигла стамбена зграда. Забележено је да је први учитељ у овој школи био Јеврем Маринковић из Горње Црнуше, некадашњи округ руднички.
Године 1897. у Брусу је као учитељ радио и Јеврем Андријашевић, из шумадијског села Саракова, код Раче Крагујевачке. Занимљиво је да је његова кћи, Мирјана Андријашевић, писала прве стихове у Брусу, 1898. године.
Име „Јован Јовановић Змај“ школа је добила 1955. године. Данашњу школску зграду добила је 1968. године, а проширење је било у периоду 1970. и 1997. године.